# Maria Florianivna Makarevich
Maria Florianivna Makarevich (translitera del cirílico ucraniano Марія Флоріанівна Макаревич (4 de diciembre de 1906 - 24 de febrero de 1989) fue una liquenóloga, micóloga, botánica, curadora, profesora, geobotánica, y taxónoma ucraniana-rusa.
Desarrolló actividades académicas y científicas en el "Instituto de Botánica M. G. Kholodny", de la Academia Nacional de Ciencias de Ucrania, Kiev.

## Algunas publicaciones
- e.g. Kopaczevskaia, m.f. Makarevych, a.n. Oxner. 1977. Handbook of the Lichens of the U.S.S.R. 4. Verrucariaceae–Pilocarpaceae Izdatel'stvo “Nauka,” Leningrad.
- -----------------------, ---------------------, -------------, k.a. Rassadina. 1971. Handbook of the Lichens of the USSR. 1. Pertusariaceae, Lecanoraceae and Parmeliaceae. Izdatl'stvo “Nauka,”. Leningrad.
- m.f. Makarevych. 1963. Analiz Likhenoflory Ukrainskykh Karpat. Vyd-vo Akademii nauk Ukr. RSR. Kiev.

### Libros
- 1982. Atlas of the geographical distribution of lichens in the Ukrainian Carpathians (Atlas de la distribución geográfica de los líquenes en los Cárpatos ucranianos). Ed. Naukova dumka Publ. 402 p. + 422 cartas

## Eponimia
Especie de líquenes
- Lichenodiplisiella makarevichae S.Y.Kondr. & Kudratov[4]